# جيمس بي باركر
جيمس بي باركر (بالإنجليزية: James P. Parker)‏ هو ضابط أمريكي، ولد في 25 سبتمبر 1855 في إينفيلد في الولايات المتحدة، وتوفي في 18 يناير 1942.